# Мама, я дома
«Мама, я дома» — российский художественный фильм режиссёра Владимира Битокова с Ксенией Раппопорт и Юрием Борисовым в главных ролях. Премьера картины состоялась на 78-м Венецианском кинофестивале в сентябре 2021 года.

## Сюжет
Действие фильма происходит в российском Нальчике. Главная героиня Антонина узнаёт, что её единственный сын погиб в Сирии, где воевал в составе частной военной компании. Ей выдают компенсацию в пять миллионов рублей и требуют подписку о неразглашении. Антонина не верит в гибель сына и начинает искать правду, чем досаждает местным властям: как раз в это время появляются планы восстановления под Нальчиком правительственной дачи. Чтобы остановить героиню, к ней присылают молодого парня, который по документам является её сыном. Постепенно герои сближаются, лжесын начинает помогать Антонине. В финале он тоже записывается в ЧВК и уезжает в Сирию.

## В ролях
| Актёр              | Роль         |
| ------------------ | ------------ |
| Ксения Раппопорт   | Тоня         |
| Юрий Борисов       | незнакомец   |
| Александр Горчилин | Назаров      |
| Наталья Павленкова | подруга Тони |
| Екатерина Шумакова | дочь Тони    |
| Даррен Кушхов      |              |
| Мажит Жангузаров   |              |
| Валерий Балкизов   |              |
| Владимир Лабецкий  | полковник    |
| Николай Бутенин    | военком      |

## Релиз и оценки
Первый показ картины состоялся в сентябре 2021 года на 78-м Венецианском кинофестивале, в рамках программы «Горизонты экстра», где были представлены новые тенденции в мировом кинематографе. Фильм претендовал на награду Armani beauty, но ничего не получил. Позже его показали вне программы на 32-м «Кинотавре», в феврале 2022 года фильм вышел на «Кинопоиске».
Рецензент «Фильм.ру» Ефим Гугнин охарактеризовал картину как российскую версию «Трёх билбордов»: по его мнению, ученик Сокурова Владимир Битоков сочетает здесь традиционную «эстетику одноэтажной России» с интонациями голливудской академической драмы. В противостоянии главных героев критик видит «русскую тоску» и «едва скрываемый эротизм». Для обозревателя «Коммерсанта» «Мама, я дома» — «самый зрительский фильм из всех снятых выпускниками сокуровской школы», для рецензента «Афиши» — «мощнейшее антивоенное высказывание».